# Mesonemoura aberransterga
Mesonemoura aberransterga är en bäcksländeart som beskrevs av Du och Zhou 2007. Mesonemoura aberransterga ingår i släktet Mesonemoura och familjen kryssbäcksländor. Inga underarter finns listade i Catalogue of Life.